# Helene Weigel
Helene Weigel (Viena, 12 de Maio de 1900 — Berlim Leste, 6 de Maio de 1971) foi uma das mais importantes atrizes de sua geração. Foi casada com o dramaturgo alemão Bertolt Brecht e diretora artística do Berliner Ensemble, representando os principais papéis na obra do dramaturgo alemão.
Filha de um advogado judeu, tornou-se militante do partido comunista em 1930 e diretora do Berliner Ensemble, depois da morte de Brecht em 1956. Entre as peças de Brecht interpretou de maneira notável os seguintes papéis: Pelagea Vlassova, A Mãe 1932, Antigona e Os Fuzis da Senhora Carrar e, a mais famosa, Mãe Coragem e seus Filhos.
Entre 1933 e 1947, fugindo da Alemanha de Hitler, viveu, junto com Brecht no exílio. Em 1941 deixa a Finlândia e parte para a URSS. Com a invasão do país pelas tropas  alemãs viaja a Los Angeles, onde vivia grande parte da intelectualidade alemã refugiada, deixando os Estados Unidos apenas em 1947, após o fim da II Grande Guerra. Foi apenas com a fundação de sua companhia, o Berliner Ensemble, na Alemanha Oriental, em 1949, que seu trabalho foi reconhecido mundialmente.
A encenação de Mãe Coragem consolidou o trabalho do Berliner e de Brecht internacionalmente, com grande sucesso na França e em toda Europa. Weigel, atuando no papel título, estréia em janeiro de 1949, na encenação que fez parte permanente do repertório deste teatro até 1961. 

## Biografia

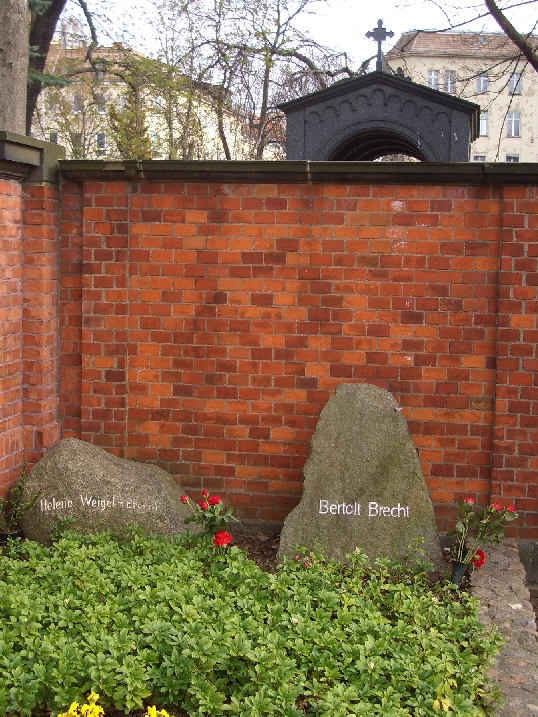
Túmulos de Helene Weigel e de Bertolt Brecht

Weigel começou sua carreira teatral em 1919, contra os desejos de seus pais. Seu primeiro sucesso aconteceu seis meses depois, na personagem Marie em Woyzeck de Georg Büchner's  no teatro Neues Theater de Frankfurt-am-Main. Em 1922 ela entra no Berlin Staatstheater. Seu primeiro encontro com Brecht foi em 1922. 
Somente em janeiro de 1928 participa de uma peça escrita por Brecht, no papel de Leokadja Begbick em Um Homem é um Homem, direção de Erich Engel no Volksbühne (Teatro do Povo). Ela não participa como atriz em um dos principais textos de Brecht, a Ópera dos Três Vintens por ter ficado doente, mas a partir daí encontra-se praticamente em todas as suas montagens: Dame in Grau em Happy End (dir. Hauptmann) em 1929. Ao final de 1930 atua em Die Maßnahme(A Decisão); em 1931 em Um Homem é um Homem (dir. Brecht and Ernst Legal); 1932 em A Mãe. Sua última participação, antes da subida ao poder dos nazistas, que causou o seu exílio, foi como Frau Luckerniddle numa transmissão radiofônica de Die heilige Johanna der Schlachthöfe (Santa Joana dos Matadouros), em 1932.
Durante o exílio ela participa, em 1937, de Os Fuzis da Senhora Carrar, em Paris. Em 1938, ela interpreta Judith Keith em 99% (Furcht und Elend des Dritten Reiches) e no papel de Senhora Carrar, agora com montagem de Ruth Berlau, em Copenhague. Nos Estados Unidos sua única aparição foi em The Seventh Cross (A Sétima Cruz), um filme de 1944, além de um cem número de concertos com poemas e canções de Brecht.
Depois de seu retorno à Europa, seu grande sucesso foi Antígona na adaptação de Brecht e Caspar Neher em 1948. O primeiro destino do casal depois da guerra foi a Suíça.

## Cinema
Algumas das peças de Brecht chegaram a ser filmadas: Mann ist Mann (1931) e Mutter Courage und ihre Kinder (1961).
Helene Weigel também aparece num papel pequeno num importante filme da história do cinema, "Metropolis" (1927), de Fritz Lang, no papel de uma operária.
Foi narradora do filme brasileiro Ana, de 1957, dirigido por Alex Viany, que conta a história de um grupo de retirantes a serviço do trabalho escravo.